# Premier district congressionnel du Montana
Le 1er district congressionnel du Montana est un district de l'État du Montana, rétabli après le recensement des États-Unis de 2020. Les premiers candidats se sont présentés aux élections de 2022 pour un siège au 118e Congrès des États-Unis.
Le Représentant actuel est le Républicain Ryan Zinke.

## Histoire
De 1913 à 1993, le Montana détenait deux sièges au Congrès. De 1913 à 1919, ces sièges ont été élus at-large sur un seul bulletin de vote. Après 1919, cependant, l'État a été divisé en districts , le 1er district couvrant la partie ouest de l'État, comprenant Missoula, Great Falls, Butte et Helena. Après 1993, le 2e district a été supprimé et le siège restant a été élu at-large.
À la suite de la publication des résultats du recensement américain de 2020, le Montana a de nouveau été divisé en deux districts congressionnel. Le 1er district reconstitué couvre le tiers ouest de l'État, dans une configuration similaire à la carte de 1983-1993. Cependant, Helena a été entraînée dans le 2e district reconstitué.
Le 1er reconstitué est Républicain, mais pas aussi majoritairement que le 2e. Missoula et Butte sont des bastions Démocrates de longue date, tandis que Bozeman est plutôt une zone charnière. Les zones rurales, en particulier Flathead, sont fortement républicaines.

## Historique de vote
| Année | Poste     | Résultats             |
| ----- | --------- | --------------------- |
| 2020  | Président | Trump 52,2 % – 45,3 % |

## Liste des Représentants du district
| Membre                              | Parti       | Années                            | Congrès    | Histoire électorale |
| ----------------------------------- | ----------- | --------------------------------- | ---------- | --- |
| District établit le 4 mars 1919     |             |                                   |            | |
| John M. Evans (en)                  | Démocrate   | 4 mars 1919 - 3 mars 1921         | 66e        | Redécoupage depuis le district at-large et réélu en 1918. Perd sa réélection.                                                                   |
| Washington J. McCormick (en)        | Républicain | 4 mars 1921 - 3 mars 1923         | 67e        | Élu en 1920. Perd sa réélection. |
| John M. Evans (en)                  | Démocrate   | 4 mars 1923 - 3 mars 1933         | 68e - 72e  | Élu en 1922. Réélu en 1924. Réélu en 1926. Réélu en 1928. Réélu en 1930. Perd sa renomination.                                                  |
| Joseph P. Monaghan (en)             | Démocrate   | 4 mars 1933 - 3 janvier 1937      | 73e , 74e  | Élu en 1932. Réélu en 1934. Retrait pour se présenter comme Sénateur des États-Unis.                                                            |
| Jerry J. O'Connell (en)             | Démocrate   | 3 janvier 1937 - 3 janvier 1939   | 75e        | Élu en 1936. Perd sa réélection. |
| Jacob Thorkelson (en)               | Républicain | 3 janvier 1939 - 3 janvier 1941   | 76e        | Élu en 1938. Perd sa renomination. |
| Jeannette Rankin                    | Républicain | 3 janvier 1941 - 3 janvier 1943   | 77e        | Élu en 1940. Retrait. |
| Mike Mansfield                      | Démocrate   | 3 janvier 1943 - 3 janvier 1953   | 78e - 82e  | Élu en 1942. Réélu en 1944. Réélu en 1946. Réélu en 1948. Réélu en 1950. Retrait pour se présenter comme Sénateur des États-Unis.               |
| Lee Metcalf (en)                    | Démocrate   | 3 janvier 1953 - 3 janvier 1961   | 83e - 86e  | Élu en 1952. Réélu en 1954. Réélu en 1956. Réélu en 1958. Retrait pour se présenter comme Sénateur des États-Unis.                              |
| Arnold Olsen (en)                   | Démocrate   | 3 janvier 1961 - 3 janvier 1971   | 87e - 91e  | Élu en 1960. Réélu en 1962. Réélu en 1964. Réélu en 1966. Réélu en 1968. Perd sa réélection.                                                    |
| Richard G. Shoup (en)               | Républicain | 3 janvier 1971 - 3 janvier 1975   | 92e , 93e  | Élu en 1970. Réélu en 1972. Perd sa réélection.                                                                                                 |
| Max Baucus                          | Démocrate   | 3 janvier 1975 - 14 décembre 1978 | 94e , 95e  | Élu en 1974. Réélu en 1976. Retrait pour se présenter comme Sénateur des États-Unis et démissionne lorsque nommé.                               |
| Vacant                              | Vacant      | 14 décembre 1978 - 3 janvier 1979 | 95e        | |
| Pat Williams (en)                   | Démocrate   | 3 janvier 1979 - 3 janvier 1993   | 96e - 102e | Élu en 1978. Réélu en 1980. Réélu en 1982. Réélu en 1984. Réélu en 1986. Réélu en 1988. Réélu en 1990. Redécoupage depuis le district at-large. |
| District supprimé le 3 janvier 1993 |             |                                   |            | |
| District rétablit le 3 janvier 2023 |             |                                   |            | |
| Ryan Zinke                          | Républicain | 3 janvier 2023 - en cours         | 118e, 119e | Élu en 2022. Réélu en 2024. |

## Résultats des récentes élections
Voici les résultats des dix précédents cycles électoraux dans le district.

### 2022
| Primaire Républicaine de 2022 du 1er district congressionnel du Montana | Primaire Républicaine de 2022 du 1er district congressionnel du Montana | Primaire Républicaine de 2022 du 1er district congressionnel du Montana | Primaire Républicaine de 2022 du 1er district congressionnel du Montana | Primaire Républicaine de 2022 du 1er district congressionnel du Montana |
| ----------------------------------------------------------------------- | ----------------------------------------------------------------------- | ----------------------------------------------------------------------- | ----------------------------------------------------------------------- | ----------------------------------------------------------------------- |
| Parti                                                                   | Parti                                                                   | Candidat                                                                | Votes                                                                   | %                                                                       |
|                                                                         | Républicain                                                             | Ryan Zinke                                                              | 35 601                                                                  | 41,7                                                                    |
|                                                                         | Républicain                                                             | Albert Olszewski                                                        | 33 927                                                                  | 39,7                                                                    |
|                                                                         | Républicain                                                             | Mary Todd                                                               | 8915                                                                    | 10,4                                                                    |
|                                                                         | Républicain                                                             | Matt Jette                                                              | 4973                                                                    | 5,8                                                                     |
|                                                                         | Républicain                                                             | Mitch Heuer                                                             | 1953                                                                    | 2,3                                                                     |

| Primaire Démocrate de 2022 du 1er district congressionnel du Montana | Primaire Démocrate de 2022 du 1er district congressionnel du Montana | Primaire Démocrate de 2022 du 1er district congressionnel du Montana | Primaire Démocrate de 2022 du 1er district congressionnel du Montana | Primaire Démocrate de 2022 du 1er district congressionnel du Montana |
| -------------------------------------------------------------------- | -------------------------------------------------------------------- | -------------------------------------------------------------------- | -------------------------------------------------------------------- | -------------------------------------------------------------------- |
| Parti                                                                | Parti                                                                | Candidat                                                             | Votes                                                                | %                                                                    |
|                                                                      | Démocrate                                                            | Monica Tranel                                                        | 37 138                                                               | 64,9                                                                 |
|                                                                      | Démocrate                                                            | Cora Neumann                                                         | 15 396                                                               | 26,9                                                                 |
|                                                                      | Démocrate                                                            | Tom Winter                                                           | 4723                                                                 | 8,2                                                                  |

| Élection de 2022 du 1er district congressionnel du Montana | Élection de 2022 du 1er district congressionnel du Montana | Élection de 2022 du 1er district congressionnel du Montana | Élection de 2022 du 1er district congressionnel du Montana | Élection de 2022 du 1er district congressionnel du Montana |
| ---------------------------------------------------------- | ---------------------------------------------------------- | ---------------------------------------------------------- | ---------------------------------------------------------- | ---------------------------------------------------------- |
| Parti                                                      | Parti                                                      | Candidat                                                   | Votes                                                      | %                                                          |
|                                                            | Républicain                                                | Ryan Zinke                                                 | 123 102                                                    | 49,6                                                       |
|                                                            | Démocrate                                                  | Monica Tranel                                              | 115 265                                                    | 46,5                                                       |
|                                                            | Libertarien                                                | John Lamb                                                  | 9593                                                       | 3,9                                                        |
| Total des votes                                            | Total des votes                                            | Total des votes                                            | 247 960                                                    | 100%                                                       |
|                                                            | Les Républicains conservent                                |                                                            |                                                            |                                                            |

### 2024
| Primaire Républicaine de 2024 du 1er district congressionnel du Montana | Primaire Républicaine de 2024 du 1er district congressionnel du Montana | Primaire Républicaine de 2024 du 1er district congressionnel du Montana | Primaire Républicaine de 2024 du 1er district congressionnel du Montana | Primaire Républicaine de 2024 du 1er district congressionnel du Montana |
| ----------------------------------------------------------------------- | ----------------------------------------------------------------------- | ----------------------------------------------------------------------- | ----------------------------------------------------------------------- | ----------------------------------------------------------------------- |
| Parti                                                                   | Parti                                                                   | Candidat                                                                | Votes                                                                   | %                                                                       |
|                                                                         | Républicain                                                             | Ryan Zinke (sortant)                                                    | 66 409                                                                  | 73,7                                                                    |
|                                                                         | Républicain                                                             | Mary Todd                                                               | 23 647                                                                  | 26,3                                                                    |

| Primaire Démocrate de 2024 du 1er district congressionnel du Montana | Primaire Démocrate de 2024 du 1er district congressionnel du Montana | Primaire Démocrate de 2024 du 1er district congressionnel du Montana | Primaire Démocrate de 2024 du 1er district congressionnel du Montana | Primaire Démocrate de 2024 du 1er district congressionnel du Montana |
| -------------------------------------------------------------------- | -------------------------------------------------------------------- | -------------------------------------------------------------------- | -------------------------------------------------------------------- | -------------------------------------------------------------------- |
| Parti                                                                | Parti                                                                | Candidat                                                             | Votes                                                                | %                                                                    |
|                                                                      | Démocrate                                                            | Monica Tranel                                                        | 59 806                                                               | 100%                                                                 |

| Primaire Libertarienne de 2024 du 1er district congressionnel du Montana | Primaire Libertarienne de 2024 du 1er district congressionnel du Montana | Primaire Libertarienne de 2024 du 1er district congressionnel du Montana | Primaire Libertarienne de 2024 du 1er district congressionnel du Montana | Primaire Libertarienne de 2024 du 1er district congressionnel du Montana |
| ------------------------------------------------------------------------ | ------------------------------------------------------------------------ | ------------------------------------------------------------------------ | ------------------------------------------------------------------------ | ------------------------------------------------------------------------ |
| Parti                                                                    | Parti                                                                    | Candidat                                                                 | Votes                                                                    | %                                                                        |
|                                                                          | Libertarien                                                              | Dennis Hayes                                                             | 390                                                                      | 65,4                                                                     |
|                                                                          | Libertarien                                                              | Ernie Noble (retrait non officiel)                                       | 206                                                                      | 34,6                                                                     |

| Élection de 2024 du 1er district congressionnel du Montana | Élection de 2024 du 1er district congressionnel du Montana | Élection de 2024 du 1er district congressionnel du Montana | Élection de 2024 du 1er district congressionnel du Montana | Élection de 2024 du 1er district congressionnel du Montana |
| ---------------------------------------------------------- | ---------------------------------------------------------- | ---------------------------------------------------------- | ---------------------------------------------------------- | ---------------------------------------------------------- |
| Parti                                                      | Parti                                                      | Candidat                                                   | Votes                                                      | %                                                          |
|                                                            | Républicain                                                | Ryan Zinke                                                 | 168 529                                                    | 52,3                                                       |
|                                                            | Démocrate                                                  | Monica Tranel                                              | 143 783                                                    | 44,6                                                       |
|                                                            | Libertarien                                                | Dennis Hayes                                               | 9 954                                                      | 3,1                                                        |
| Total des votes                                            | Total des votes                                            | Total des votes                                            | 322 266                                                    | 100%                                                       |
|                                                            | Les Républicains conservent                                |                                                            |                                                            |                                                            |